# 歌謡バラエティ
歌謡バラエティ（かようバラエティ）は、FM東京で放送されていたラジオ番組。

## 概要
- 放送開始当初、1982年頃までは「ステレオ歌謡バラエティ」のタイトルであった。

## 放送時間
- 平日14:00〜15:55

## パーソナリティの変遷
| 期間       | 期間      | 月               | 火           | 水                      | 木                | 金                |
| ---------- | --------- | ---------------- | ------------ | ----------------------- | ----------------- | ----------------- |
| 1970年4月  | 1971年9月 | 青木小夜子       | 青木小夜子   | 青木小夜子              | 青木小夜子        | 青木小夜子        |
| 1971年10月 | 1972年3月 | 石原裕子         | 白石冬美     | 高橋基子                | 遠藤泰子          | 青木小夜子        |
| 1972年4月  | 1972年9月 | 遠藤泰子         | 一城みゆ希   | 白石冬美                | 鈴木弘子          | 兼田みえ子        |
| 1972年10月 | 1973年3月 | 遠藤泰子         | 一城みゆ希   | 高橋基子                | 池田和歌子        | 及川弘子          |
| 1973年4月  | 1974年3月 | 瀬能礼子         | 松島トモ子   | ひのきしんじ            | 池田和歌子        | 及川弘子          |
| 1974年4月  | 1975年3月 | 芹洋子           | 松島トモ子   | ひのきしんじ            | 沢チエ            | 及川弘子          |
| 1975年4月  | 1975年9月 | 芹洋子           | 松島トモ子   | ひのきしんじ            | 中村こずえ        | 及川弘子          |
| 1975年10月 | 1976年3月 | 松倉ようこ       | 松島トモ子   | ひのきしんじ            | 中村こずえ        | 及川弘子          |
| 1976年4月  | 1978年3月 | 江川範子         | 松島トモ子   | ひのきしんじ アイリーン | 中村こずえ 伊藤強 | 及川弘子          |
| 1978年4月  | 1980年9月 | 及川弘子         | 中村こずえ   | 及川弘子                | 中村こずえ        | 及川弘子          |
| 1980年10月 | 1982年3月 | 千葉紘子         | チェリッシュ | 中村こずえ              | 千葉紘子          | 中村こずえ        |
| 1982年4月  | 1987年3月 | 千葉紘子         | 中村こずえ   | 千葉紘子                | 中村こずえ        | 菅原孝 田中美登里 |
| 1987年4月  | 1989年3月 | 小林玉果         | 西田有里     | 宮崎典子                | 小山茉美          | 大橋俊夫          |
| 1989年4月  | 1989年9月 | アグネス・チャン | 宮崎典子     | イルカ                  | 秋野暢子          | 飯干景子          |

## コーナー

### 1970年代
- サヨコの歌謡百科
- フレッシュ・コーナー
- 歌のティー・タイム
- ハロー・ニュー・ボイス
- あなたのスター
- 歌謡デラックス
- パーソナル・レコード
- フリータイム
- ホット・コーナー
- ライオン・ソープ・リクエスト
- LP紹介
- 今日の新人
- ヒット曲と新譜情報
- 音そして…うた（月曜日コーナー）
- サウンド・ポエム（火曜日コーナー）
- ノンストップミュージック（水曜日コーナー）
- あの人は今（木曜日コーナー）
- 電話でおじゃまします（金曜日コーナー）
- クイズコーナー

### 1980年代
- 私の詩
- ミュージックプラザ～歌は街角に～
- やすらぎのメロディ
- 歌謡プロムナード
- 午後のカフェ・プラザ
- 今週のベスト5
- コーヒーブレイク・スターとともに
- ドール&ミュージック
- うたのダイアリー
- デザート・タイム
- こころの歌
- 歌の散歩道
- FM東京 歌謡曲今週のベストテン
- あなたのリクエスト
- パック・インフォメーション
- 午後のカフェプラザ
- 今週のベストヒット
- 最新歌謡スポット
- やすらぎの午後
- スターサロン・歌の交差点

## テーマ曲
- 小野崎孝輔とラブリーサウンズオーケストラ「やすらぎの午後」
- グリーン・ラブ

| FM東京 月曜 - 金曜 14:00 - 15:55枠 | FM東京 月曜 - 金曜 14:00 - 15:55枠        | FM東京 月曜 - 金曜 14:00 - 15:55枠                |
| 前番組 | 番組名                                    | 次番組                                            |
| --- | ----------------------------------------- | ------------------------------------------------- |
| 午後のクラシック （1970年4月 - 9月） ※14:00 - 15:00ヤング・ポップス （1970年4月 - 9月） ※15:00 - 15:30ヤング歌謡曲 （1970年4月 - 9月） ※15:30 - 15:55 | 歌謡バラエティ （1970年10月 - 1989年9月） | アフタヌーン・ブリーズ （1989年10月 - 2002年4月） |